# Astragalus infractus
Astragalus infractus es una especie de planta del género Astragalus, de la familia de las leguminosas, orden Fabales.

## Distribución
Astragalus infractus se distribuye por Kazajistán y Kirguistán.

## Taxonomía
Fue descrita científicamente por Sumnev. Fue publicada en Animadvers. Syst. Herb. Krylova Univ. Tomsk. 1936, Nos. 9-10, p. 4 (1937).